# Malekith
Malekith, o maldito, é um vilão fictício da Marvel Comics, inimigo de Thor e líder dos elfos negros.

## Biografia fictícia
Malekith fez uma aliança com Loki ao lado de Surtur. Ele assumiu o controle de vários seres humanos da Terra usando o alimento especial da Fada fornecidas por Hela. Malekith então matou Eric Willis, o guardião da caixa dos antigos invernos, depois de saber a sua localização. Como Mestre da caçada selvagem (um enorme grupo de cães sobrenaturais que são fortes o suficiente para matar seres poderosos como o próprio Thor), Malekith caçou Roger Willis, filho de Eric e novo guardião da caixa. Malekith lutou contra Thor e, depois de uma retirada estratégica, sequestrou Lorelei. Usando Lorelei como isca, Malekith forçou Thor a batalhar contra Algrim o Forte, um dos seus Elfos negros mais fortes, em seguida tentou destruir ambos os combatentes mergulhando-os em uma piscina de magma. Em seguida ele capturou a caixa dos antigos invernos de Roger Willis. Malekith foi finalmente derrotado por Thor, mas não antes que ele destruísse a caixa, liberando uma força mágica frígida sobre toda a Terra. Malekith foi então levado como prisioneiro por Thor para Asgard.
Malekith depois disfarçou Loki como a si mesmo para tomar seu lugar no calabouço, enquanto ele se disfarçou de Balder, o qual estava prestes a ser coroado rei de Asgard. Kurse, o ser conhecido anteriormente como Algrim, viu através do disfarce de Malekith quando ele chegou a Asgard. Kurse então quebrou o pescoço de Malekith, aparentemente matando-o.

## Poderes e Habilidades
- Fisiologia Élfica Negra: Malekith, possuí varios atributos físicos sobre-humanos, alguns dos quais são comuns a sua raça.
- Força Sobre-Humana: Malekith como todos os Elfos Negros, possui força sobre-humana. Normalmente Malekith possuí força suficiente para levantar a cerca de 10 toneladas sem suplementar sua força com seus outros poderes. No entanto ao usar seus outros poderes, ele é capaz de aumentar sua força a ponto de levantar até 90 toneladas.
- Velocidade Sobre-Humana: Malekith pode correr e se mover em velocidades que estão além dos limites físicos naturais do melhor atleta humano. Em seu pico ele pode correr até 78 Mph.
- Vigor Sobre-Humano: A musculatura Malekith produz consideravelmente menos toxinas de fadiga durante a atividade física do que a musculatura de ser humano comum. Ele pode se esforçar fisicamente na capacidade máxima por até 24 horas antes do acúmulo de fadiga no sangue comece prejudica-lo.
- Durabilidade Sobre-Humana: O corpo de Malekith e muito mais resistente a lesões físicas do que o corpo humano. Malekith pode suportar forças de grandes impactos poderosas, exposição a temperaturas e pressões extremas, quedas de grandes alturas e poderosas explosões de energia sem se ferir.
- Agilidade Sobre-Humana: A agilidade, equilíbrio e coordenação motora de Malekith que estão além dos limites do melhor atleta humano.
- Reflexos Sobre-Humanos: Os reflexos de Malekith são similarmente aprimorados e são superiores aos do melhor atleta humano.
- Longevidade Prolongada: Malekith, como todos os elfos negro, possui um tempo de vida extremamente estendido e envelhece no ritmo muito mais lento que os humanos. Ele também é imune a todos os efeitos de todas as doenças e infecções terrenas conhecidas.
- Fator de Cura Acelerado: Apesar da durabilidade de seu corpo, é possível feri-lo. No entanto, o metabolismo de Malekith permite-lhe reparar tecidos corporais danificados muito mais rapidamente e mais extensivamente do que um ser uma humano é capaz. Os limites das habilidades naturais de cura de Malekith são desconhecidas, mas acredita que ele não seja capaz de regenerar membros ou órgãos ausentes sem assistência mágica.
- Manipulação de Energia Mágica: Malekith pode manipular grandes quantidades de energia mística para propósitos. Sabe-se que Malekith costuma usar seus poderes místicos para alterar sua forma e aparência. Ele pode até usar essa habilidade para se transformar em névoa, permitindo que ele voe pelo ar a grandes distâncias. Ele também é capaz de usar essa mesma energia para se teletransportar, através de grandes distâncias, inclusive entre barreiras dimensionais. Malekith também pode gerar poderosas explosões de energia concussiva para fins destrutivos. Acredita-se que Malekith também pode usar essa energia mística para aumentar a maioria, se não todas, de seus atributos físicos sobre-humanos temporariamente. Ele usou para aumentar a sua força física, desde que ele foi morto por Kurse depois de ter seu pescoço quebrado.

### Habilidades
Embora geralmente ele evitar isso, Malekith é um moderadamente um habilidoso combatente corpo-a-corpo. Eles também é um talentoso e poderoso um feiticeiro e conjurador natural.

## Em outras mídias

### Desenhos Animados
- Aparece em um episódio da série The Avengers: Earth's Mightiest Heroes, é aparentemente morto por Thor e Homem de Ferro.
- Tem uma curta aparição no começo do filme animado Thor vs Hulk.

### Cinema
O personagem foi interpretado pelo ator inglês Christopher Eccleston no filme Thor: O Mundo Sombrio.

### Videogames
É um personagem jogável em Marvel: Future Fight.